# Cemitério do Prado do Repouso
O Cemitério do Prado do Repouso é um cemitério da cidade do Porto, em Portugal.

## História
Os terrenos, hoje ocupados pelo cemitério, faziam parte da Quinta do Prado do Bispo no século XVI. Sobre o rio, a quinta foi transformada por D. Frei Marcos de Lisboa, contra os interesses dos prelados portuenses, para acolher clérigos doentes ou que necessitassem de tréguas do seu trabalho. Infelizmente, a quinta nunca foi usada para esse propósito. O local possuía uma pequena capela dedicada a São Tomás, provavelmente associada ao bispo D. Tomás de Almeida, além de dois moinhos junto ao prado.
Em 1804, D. António de São José e Castro, fundou nos terrenos da quinta o Seminário Diocesanal do Porto. Nesta época, ocorreu também o início da construção da igreja de invocação a São Victor (hoje capela do cemitério).
Entre 1832 e 1834, durante as Guerras Liberais, por iniciativa do prelado D. João de Magalhães e Avelar, o local foi abandonado e os edifícios incendiados durante o Cerco do Porto. Em 1835, a regência passou a regulamentar e proibir os sepultamentos dentro de igrejas e cemitérios privados, sendo os sepultamentos regulamentados pelo Estado. A 3 de abril de 1839, o bispo D. Manuel de Santa Inês queixou-se de que não estava em condições de se desfazer da propriedade. O local foi escolhido como cemitério nesta época, devido à sua localização fora da zona urbana, já murado e ajardinado para o efeito, para além de existirem anexos e edifícios auxiliares à sua volta. O conselho municipal autorizou obras públicas para adaptação dos terrenos, através de terraplenagem. A incompleta igreja de São Victor, foi incorporada em terrenos destinados ao cemitério e passou a chamar-se Capela do Cemitério do Prado do Repouso. As alterações foram benzidas e a primeira pedra colocada por Manuel de Santa Inês. A 1 de dezembro, o local foi inaugurado com a trasladação e sepultamento dos restos mortais de Francisco de Almada e Mendonça, provedor entre 1794 e 1804 da capela da Igreja privada da Misericórdia do Porto, onde se encontrava anteriormente sepultado.
Este foi o primeiro cemitério público do Porto, sendo considerado um importante marco pela sua arquitetura neogótica, pelo uso do granito e do mármore e pelo seu significado histórico. Nos seus 10 hectares, encontram-se sepultados inúmeros políticos, atores, académicos e aristocratas portugueses ilustres, bem como um monumento às vítimas da Revolta de 31 de janeiro de 1891. O cemitério dispõe de jazigos particulares e municipais, ossários, sepulturas temporárias e perpétuas e ainda columbários e um cendrário para deposição de cinzas.
Neste cemitério, coexistem ainda os cemitérios privativos da Santa Casa da Misericórdia do Porto, Ordem do Terço e Confraria do Santíssimo Sacramento de Santo Ildefonso. É de relevar também o ossário das freiras e um cruzeiro, provenientes do antigo Convento de São Bento de Avé-Maria e um crucifixo em ferro, que terá estado exposto no Palácio de Cristal, aquando da Exposição Internacional do Porto, em 1865.
Em 1996 é inaugurado no cemitério o Crematório do Prado. O interior da capela foi restaurado em 1998, envolvendo tratamento, conservação e restauro de suportes e estruturas ornamentais em estuque; a pintura mural da capela-mor e nave; os reparos nas pedras angulares; o douramento de madeiras e estuques policromáticos decorativos; reparação de pavimento de pedra e de elementos de ferro fundido e marcenaria artística.

## Ilustres sepultados ou cremados no Cemitério do Prado do Repouso[7]
- Abel Augusto da Costa (1824-1882), ator de teatro;
- Abel Salazar (1889-1946), médico, professor e artista plástico;
- Afonso Taveira (1850-1916), ator, encenador e empresário;
- Ângelo de Sousa (1938-2011), pintor, escultor e professor;
- António Amadeu Conceição Cruz (1907-1983), pintor e escultor;
- António Dias Guilhermino (1839-1893), ator de teatro;
- Auguste Roquemont (1804-1852), pintor;
- Augusto Alves da Veiga (1849-1924), advogado, jornalista, diplomata e político;
- Aurélia de Sousa (1866-1922), pintora;
- Aurélio Paz dos Reis (1862-1931), cineasta, fotógrafo, comerciante e revolucionário republicano, autor do primeiro filme português: Saída do Pessoal Operário da Fábrica Confiança;
- Dores Aço (1862-1893), atriz de teatro;
- Eduardo Santos Silva (1879-1960), médico, professor e político;
- Eugénio de Andrade (1923-2005), poeta;
- Francisco de Almada e Mendonça (1757-1804), Juiz Desembargador, corregedor e provedor da Comarca do Porto;
- Francisco Eduardo da Costa (1818-1855), compositor e pianista;
- Guilherme António Correia (1829-1890), pintor e professor;
- Ilse Losa (1913-2006), escritora e tradutora;
- Jaime Filinto (1855-1922), escritor, jornalista e tradutor;
- João António Correia (1822-1896), pintor e professor;
- João Baptista Ribeiro (1790-1868), pintor, professor e diretor da Academia Politécnica do Porto;
- João Grave (1872-1934), escritor e jornalista;
- João Semedo (1951-2018), médico e político;
- Joaquim Pina Moura (1952-2020), economista e político;
- Jorge de Abreu (1878-1932), escritor e jornalista;
- Jorge Nuno Pinto da Costa (1937-2025), dirigente desportivo (presidente do Futebol Clube de Porto de 1982 a 2024);
- José da Silva Passos (1802-1863), político;
- José Joaquim Rodrigues de Freitas (1840-1896), professor, escritor, jornalista e político republicano;
- Josefa de Oliveira (1853-1909), atriz de teatro e cantora lírica;
- Manuel António Pina (1943-2012), escritor e jornalista;
- Paulo Rocha (1935-2012), cineasta;
- Pedro Osório (1939-2012), maestro e compositor;
- Reinaldo Teles (1950-2020), pugilista e gestor do FC Porto;
- Sampaio Bruno (1857-1915), escritor, ensaísta e filósofo;
- Sebastião Drago Valente de Brito Cabreira (1763-1833), militar;
- Sebastião Leite de Vasconcelos (1852-1923), bispo católico;
- Sofia Martins de Souza (1870-1960), pintora, irmã de Aurélia de Sousa;
- Tadeu de Almeida Furtado (1812-1901), pintor e professor;
- Teresa Aço (1852-1892), atriz de teatro;